# 秀丽角盘兰
秀丽角盘兰（学名：Herminium quinquelobum），为兰科角盘兰属下的一个植物种。